# Hylonomus
Hylonomus ist eine ausgestorbene, eidechsenähnliche Reptiliengattung. Sie lebte im Oberkarbon vor rund 315 Millionen Jahren in der kanadischen Provinz Nova Scotia. Hylonomus gilt sicher als einer der erdgeschichtlich ältesten Vertreter der Amnioten, der „echten“ Landwirbeltiere. Die Typusart Hylonomus lyelli ist derzeit die einzige anerkannte Art.

## Etymologie
Der Name Hylonomus ist die latinisierte Version des altgriechischen ὑλο-νόμος, das so viel wie ‚Waldbewohner‘ bedeutet. Der Name bezieht sich darauf, dass das Typusmaterial aus dem Inneren eines fossilen Baumstumpfes geborgen wurde, der wiederum Teil eines ganzen fossilen Waldes ist. Beschrieben wurden Hylonomus und die Art Hylonomus lyelli vom schottischstämmigen kanadischen Paläontologen Sir John William Dawson (1860). Das Art-Epitheton lyelli wählte Dawson zu Ehren von Sir Charles Lyell, einem der berühmtesten Geologen des 19. Jahrhunderts, mit dem er die spätere Fundstätte von Hylonomus im Jahr 1852 untersucht hatte.

## Fundlokalität und Taphonomie

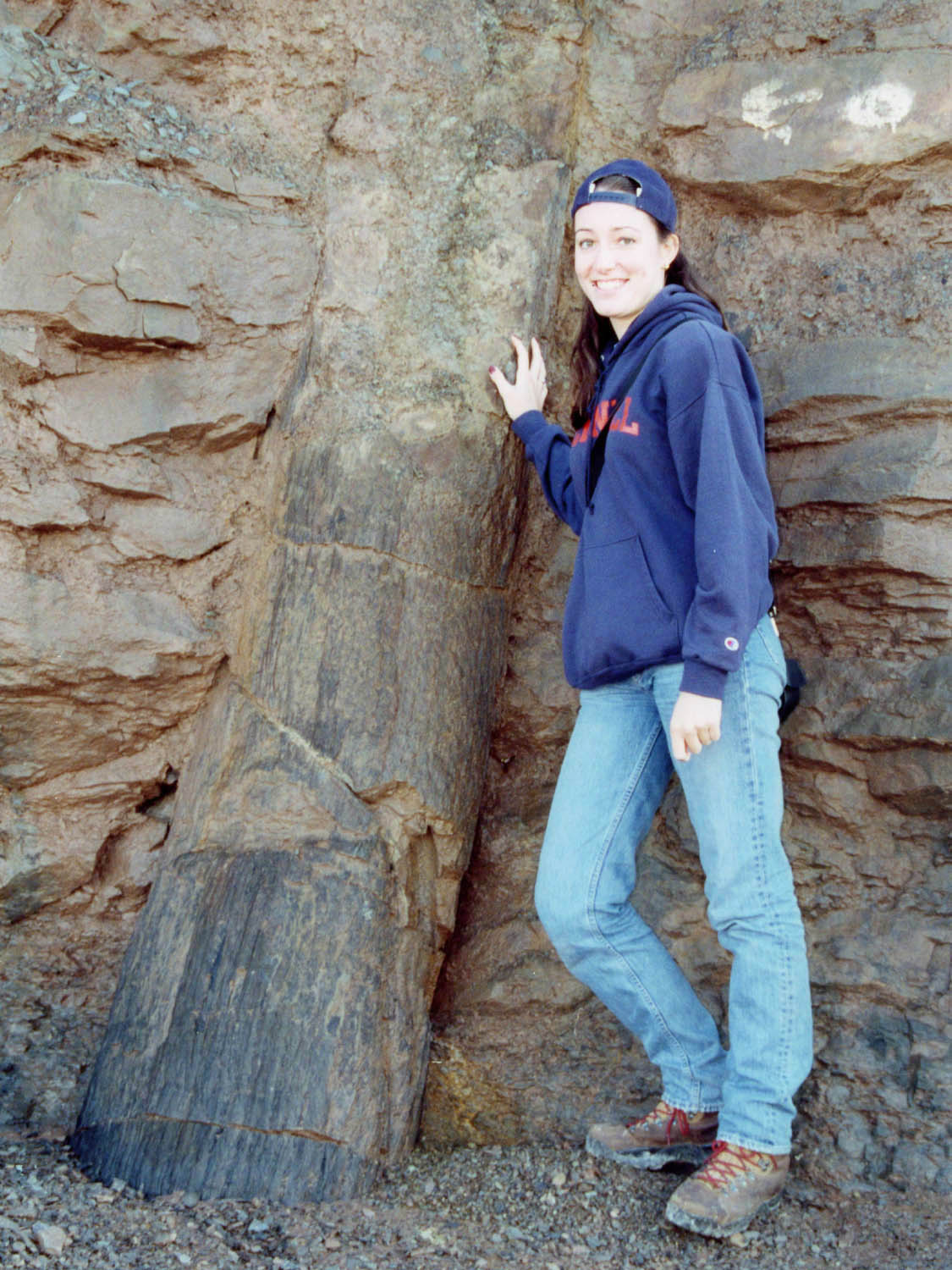
In solchen fossilen Baumstümpfen in der Joggins-Formation wurden die Überreste von Hylonomus und zahlreicher anderer Landwirbeltiere entdeckt

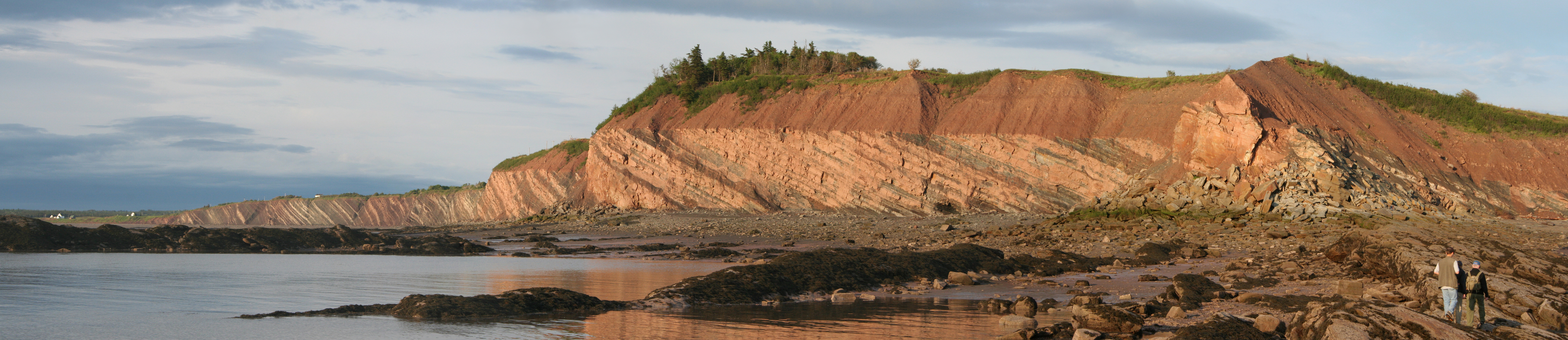
Panorama der Joggins Fossil Cliffs, vom bei Ebbe trockenliegenden Felsenriff vor der Landspitze
Coal Mine Point (rechts) aus gesehen (Blickrichtung Nordost bis Ost).

Bislang einziger Fundort von Hylonomus ist die Landspitze Coal Mine Point im weltberühmten Kliff von Joggins in Nova Scotia, Kanada. Der entsprechende Abschnitt des Kliffs besteht aus 315 Millionen Jahre alten Sand-, Silt- und Tonsteinen, einschließlich geringmächtiger Steinkohleflöze, aus dem Westfal A (Bashkirium), die unter der Bezeichnung Joggins-Formation zusammengefasst werden. Eine Besonderheit dieser Lokalität ist die Erhaltung von Tetrapodenfossilien im Inneren aufrecht stehender fossiler Stümpfe von Bärlappbäumen (Sigillaria, Lepidodendron). Auch das Material, anhand dessen Hylonomus beschrieben wurde, ist in einem solchen Baumstumpf entdeckt worden. Auch die vollständigeren Hylonomus-Exemplare sind meist komplett disartikuliert, d. h., sie liegen nicht mehr im ursprünglichen (anatomischen) Zusammenhang vor, sondern das Skelett ist auseinandergefallen und die Knochen sind durcheinander gekommen. Die Knochen selbst sind jedoch relativ gut erhalten.
Diese sehr spezielle und vergleichsweise seltene Form der Erhaltung könnte wie folgt zustande gekommen sein: Bei Überschwemmungen infolge des Bruches eines natürlichen Flussdeiches (Levee) wurden in kurzer Zeit große Mengen an Sand in den Sumpfwald eingeschwemmt, die ihn nahe der Bruchstelle mehrere Meter hoch verschütteten. Die Bäume vertrugen dies nicht und starben ab. Die oberen Teile der Bäume verrotteten und nur die verschütteten, von Sand umschlossenen, unteren Teile der Stämme blieben erhalten. Diese Stümpfe waren hohl und mit der Zeit sammelten sich darin Blätter und anderes organisches Material und vermoderten. Dies lockte detritusfressende Arthropoden (wohl am ehesten tausendfüßerartige Formen oder Insekten) an. Somit kann es sein, dass einzelne Individuen von Hylonomus entweder versehentlich bei der Jagd auf diese Arthropoden in die hohlen Stümpfe fielen und nicht wieder herauskamen und dort letztlich verendeten oder dass sie sich relativ sicher und wie selbstverständlich in den hohlen Stämmen bewegten, diese auch als Behausung nutzten und darin eines natürlichen Todes starben. Nach erneuter Einschwemmung von Sediment wurden auch die Hohlräume in den Stümpfen verfüllt und damit die Voraussetzung dafür geschaffen, dass die Stümpfe und ihr Inhalt in Fossilien umgewandelt werden konnten.

## Merkmale

Schädelrekonstruktion von Hylonomus lyelli

Hylonomus ist ein typischer generalisierter Vertreter der frühen Amnioten: Er war relativ kleinwüchsig (die rekonstruierte Gesamtlänge des Körpers, einschließlich des Schwanzes beträgt ca. 20 cm, bei einer Schädellänge von etwas mehr als 3 cm) und ähnelte im Habitus einer heutigen Eidechse.
Der Schädelbau von Hylonomus stimmt im Wesentlichen mit dem anderer früher Amnioten überein, speziell dem des etwas jüngeren Vertreters Paleothyris aus dem mittleren Oberkarbon von Nova Scotia und dem anderer basaler Eureptilien z. B. aus dem frühen Perm von Texas (Protorothyris, Protocaptorhinus): Die hintere Seitenwand des Schädels besitzt keine Öffnung (anapsider Schädel) und am hinteren Rand des dorsalen (oberen) Schädeldaches finden sich noch Knochenelemente, die bei den meisten „höheren“ Eureptilien nicht mehr vorhanden sind (Supratemporale, Tabulare, Postparietale). Das Lacrimale erstreckte sich vermutlich über die gesamte Länge der Schnauzenpartie bis zum Hinterrand der äußeren Nasenöffnung. Die Elemente des Gaumendaches und der vordere Teil des Parasphenoids (ein Hirnschädelbasisknochen) sind mit zahlreichen kleinen Zähnen (Dentikeln) bedeckt und der Pterygoid (ein Gaumenknochen) weist, wie für frühe Amnioten typisch, einen deutlich ausgeprägten Transversalfortsatz auf. Der Stapes (Columella) ist relativ massig und diente sehr wahrscheinlich nicht der Wahrnehmung hochfrequenter Töne. Die einzelnen Elemente der Kiefer trugen jeweils 35 bis 40 kleine spitze Zähne. Auffällig sind zwei vergrößerte fangzahnartige (caniniforme) Zähne im Maxillare an 6. und 7. Position. Auch die erhaltenen Dentalia weisen zwei vergrößerte Zähne auf, jedoch an 5. und 12. bzw. 6. und 13. Position.
Der Holotyp von Hylonomus weist 26 Rumpf- und Halswirbel (Präsacralwirbel) auf, wobei beim lebenden Tier vermutlich noch ein oder zwei mehr vorhanden gewesen sein dürften. Die Anzahl maximal erhaltener Schwanzwirbel pro Individuum beträgt 30. Beim lebenden Tier könnten es bis zu 50 gewesen sein. Die Wirbelanatomie entspricht der eines typischen frühen Amnioten mit kompakten Wirbelkörpern aus großen Pleurozentren und stark reduzierten Hypozentren. Neuralbögen und Wirbelkörper sind fest miteinander verwachsen. Die Neuralbögen sind, anders als bei Captorhinidae/Catorhiniden, nicht verdickt („geschwollen“) und der Dornfortsatz ist generell niedrig. Die ersten beiden Halswirbel bilden einen für Amnioten typischen Atlas-Axis-Komplex. Sacralwirbel konnten anhand des fossilen Materials nicht identifiziert werden, die Aufhängung des Beckengürtels an der Wirbelsäule erfolgte aber vermutlich über einen einzelnen Sacralwirbel.
Das Becken ist prinzipiell dreistrahlig (triradiat) und ähnlich ausgebildet wie bei Paleothyris mit einem nach oben-hinten weisenden, schmal ausgezogenen Ilium (engl.: „iliac blade“) und eher flächigem Pubis und Ischium (engl.: „pubioischiadic plate“). Die Fußwurzel zeigt den für Amnioten charakteristischen kompakten Bau mit Astragalus und Calcaneus. Anders als bei basalen Synapsiden („Pelycosaurier“) aber ähnlich wie bei Captorhiniden, weist die distale Fußwurzel nur ein einziges großes Centrale auf (bei „Pelycosauriern“ sind es zwei aber dafür kleinere distale Centralia). Die Phalangenformel kann aufgrund der Disartikulation des Materials nicht rekonstruiert werden, jedoch ist auffällig, dass die terminalen (distalsten, letzten) Phalangen länger sind als die subterminalen (vorletzten) Phalangen, wohingegen bei Captorhiniden und anderen frühen Amnioten die terminalen Phalangen stets länger sind als die subterminalen. Die Gesamtlänge des Fußes entspricht in etwa der gemeinsamen Länge von Ober- und Unterschenkel.

## Lebensweise
Hylonomus lebte, wie sein jüngerer Verwandter Paleothyris, in einem tropischen Steinkohlesumpfwald. Seine Körpergröße und seine spitzen Zähne lassen darauf schließen, dass er sich von kleinen Arthropoden ernährte und diese wohl aktiv jagte.

## Systematik

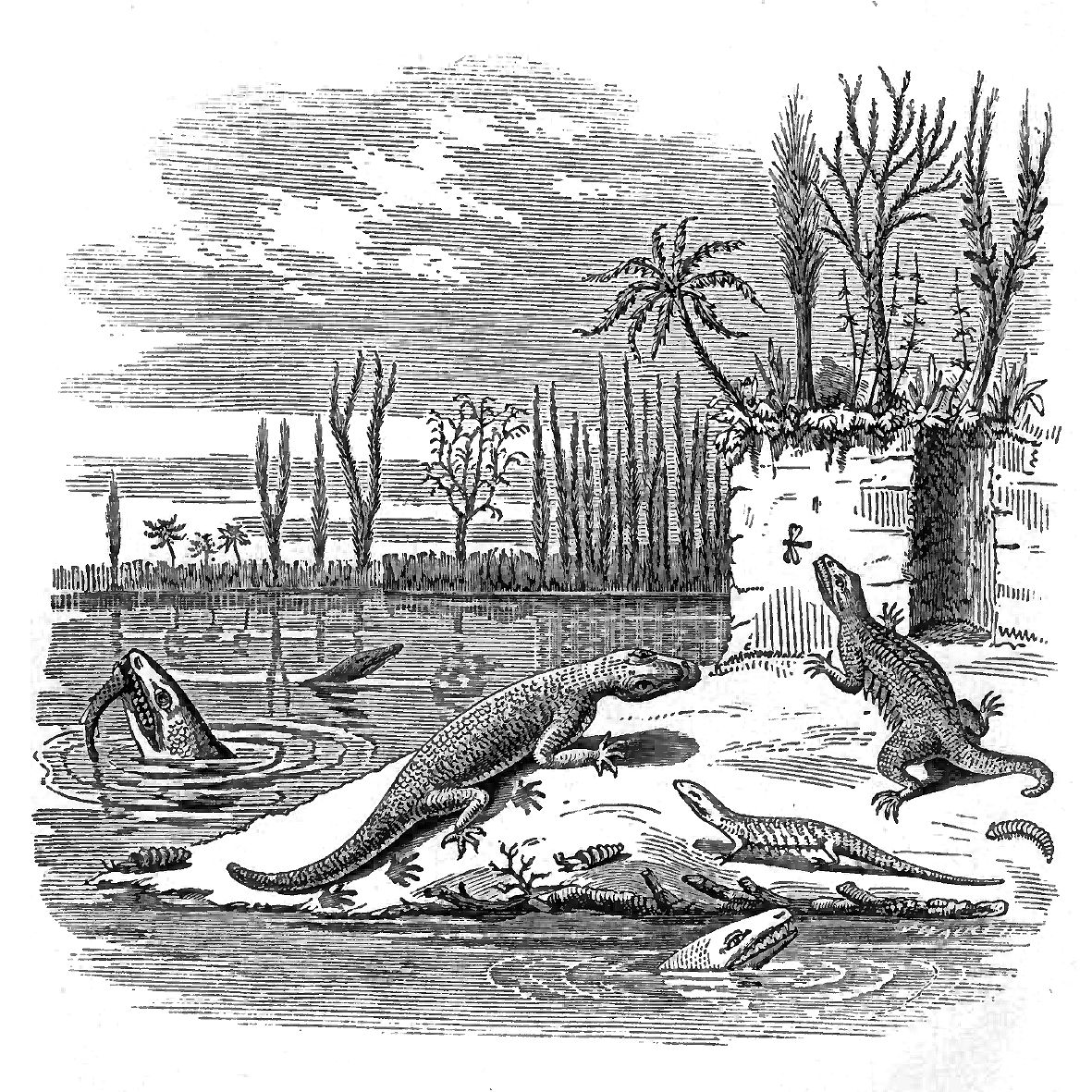
Historische Rekonstruktion (Dawson, 1863) der Lebewelt der Kohlesümpfe des Westfaliums (unteres und mittleres Oberkarbon) Nordamerikas. Rechts Hylonomus, ein Insekt jagend.

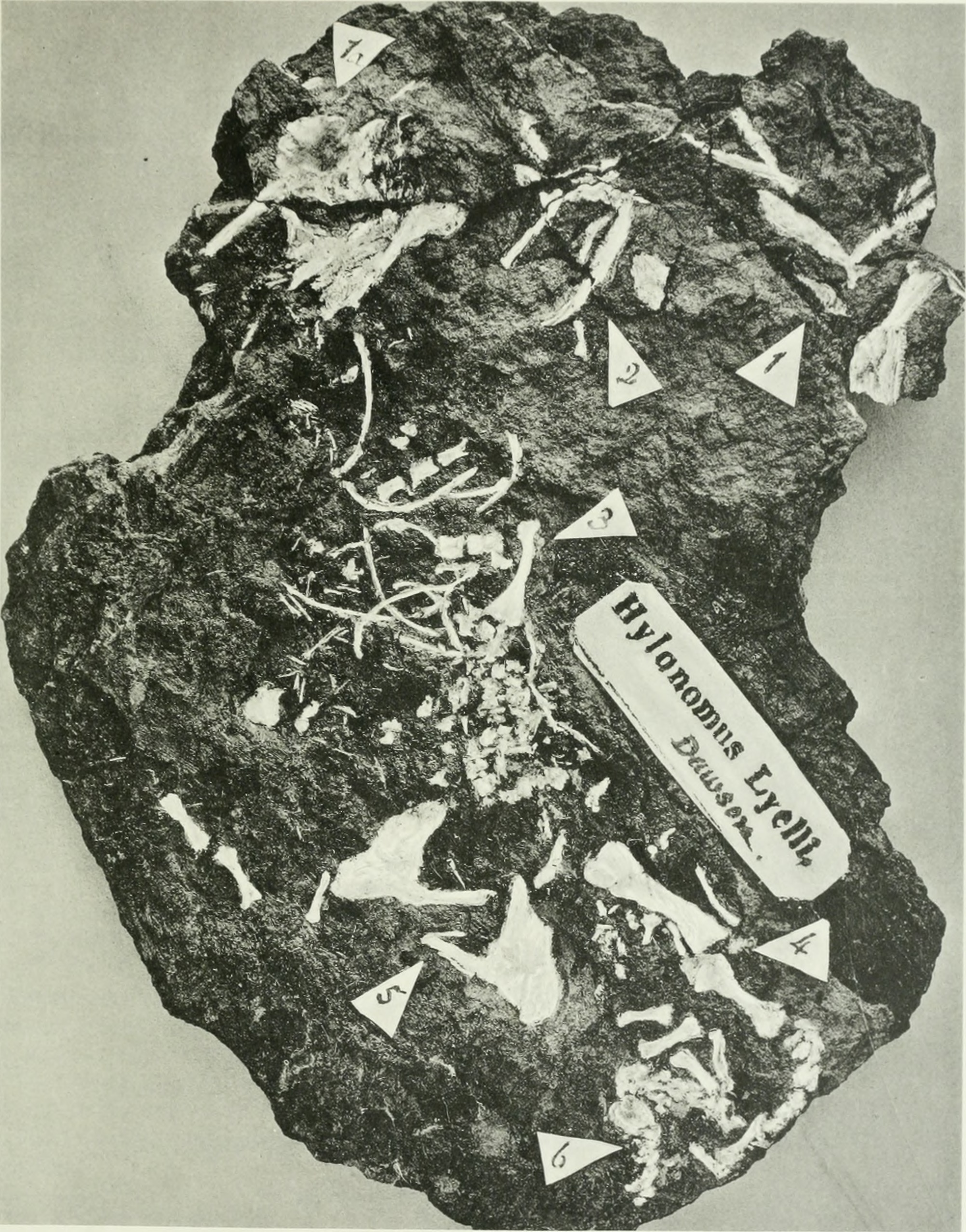
Historische Fotografie des Holotyps von Hylonomus lyelli, aus Moodie (1916). In diesem Werk wird zwar, Dawson folgend, Hylonomus als Vertreter der Microsauria geführt, jedoch wird diese Gruppe nicht mehr bei den Reptilien, sondern bei den Lepospondyli eingeordnet. Man beachte auch die vollständige Disartikulation des Materials.

Dawson (1863) ordnet Hylonomus als einzige der Tetrapodengattungen der „coal measures“ (kohleführenden Schichten) Nova Scotias in seine Ordnung Microsauria ein, die er wiederum der Klasse Reptilia unterstellt. Er betrachtet Hylonomus somit scheinbar als „Amniot“. Allerdings ordnet er auch alle anderen karbonischen Tetrapoden Nova Scotias bei den Reptilia ein, jedoch als Vertreter der Ordnung Labyrinthodontia. Weder die Microsauria, die heute den Lepospondyli zugerechnet werden, noch die Labyrinthodontia, deren Vertreter heute mehrheitlich den Temnospondyli zugerechnet werden, sind nach heutiger Ansicht Reptilien bzw. Amnioten. Es ist daher zweifelhaft, dass die „Reptilia“ im Sinne Dawsons das gleiche Konzept repräsentieren, wie zu späteren Zeiten, von heute ganz zu schweigen. Auch der Begriff „Amniota“ war zu diesem Zeitpunkt noch gar nicht definiert. Neben Hylonomus lyelli beschrieb Dawson (1860) noch zwei weitere Arten: H. wymani (zu Ehren Jeffries Wymans, der an der Beschreibung der ersten in Joggins gefundenen Tetrapodenfossilien beteiligt war) und H. multidens.
Steen (1934) betrachtet Hylonomus in einer ersten Revision der Tetrapoden aus Joggins aufgrund seiner Wirbelanatomie als Lepospondylen. Steen erachtete darüber hinaus die Typusexemplare von H. wymani und H. multidens als nicht diagnostisch und damit beide Arten de facto als nomen dubium – eine Einschätzung, die bis heute allgemein akzeptiert wird.
Carroll (1964) identifiziert Hylonomus aufgrund seiner Merkmalskombination (cranial und postcranial) erneut als Reptil, diesmal jedoch als Reptil nach relativ moderner Auffassung und somit tatsächlich als Amniot. Seither gilt Hylonomus zusammen mit dem ebenfalls aus Joggins stammenden Protoclepsydrops als geologisch ältester Amniot. Zudem wurde er als sogenanntes „Stammreptil“ gesehen. Als solches wurde er in die seinerzeit als „primitivste“ Reptiliengruppe betrachteten Captorhinomorpha und innerhalb derer wiederum in die Familie Protorothyrididae bzw. Romeriidae gestellt.
Aus neueren, kladistisch basierten Verwandtschaftsanalysen (z. B. Müller & Reisz, 2006) erwuchs schließlich die Ansicht, dass Hylonomus zwar ursprünglich ist, aber weniger ursprünglich als vormals angenommen. Diese kladistischen Analysen ergaben, dass die Gattung bereits nach der Aufspaltung der Amnioten in verschiedene Hauptlinien lebte. Demnach ist Hylonomus ein basaler Vertreter der sogenannten Eureptilia, einer Linie, der auch die Diapsiden und damit alle rezenten Reptiliengruppen sowie die Vögel angehören.
Dass im Oberkarbon bereits Vertreter „höherer“ Linien der Sauropsiden (monophyletische Reptilia einschließlich der Vögel) lebten, legt nahe, dass die Trennung der Sauropsiden- und Synapsiden-Linien schon im frühesten Oberkarbon erfolgt sein könnte und der Ursprung der Amnioten damit möglicherweise bis ins Unterkarbon zurückreicht.

## Sonstiges
Aufgrund der Bedeutung von Hylonomus für das Verständnis der Entwicklungsgeschichte der Landwirbeltiere und weil der Holotyp und die einzigen bislang bekannten Exemplare der Gattung in Nova Scotia gefunden wurden, ist die Art Hylonomus lyelli als „provincial fossil“ eines der Wahrzeichen Nova Scotias.